# Франк Бело
Франк Бело (р. 9 юли 1965 г.) е американски бас китарист, известен с участието си в траш метъл групата Антракс. Първоначално е роуди и китарен техник на групата, но по-късно заменя Дан Лилкър в албума „Spreading the Disease“. След като напуска групата в началото на 2004 г. Бело се присъединява за кратко към друга група от Ню Йорк – Хелмет. След това участие той се връща в Антракс и на 14 март 2009 г., е гост в едно от водещите предавания по VH1. Бело е племенник на барабаниста на Антракс Чарли Бенанте.

## Дискография
Виж „Дискография на Антракс“

## Екипировка
Бело има собствен модел електрически бас марка Фендер. Моделът е комбинация между тяло Фендер Аеродин и гриф Precision Bass, а прагчетата са комбинация между Precision и Jazz прагчета като към модела има и нестандартен апаратура. Прагчетата на баса са Seymour Duncan SPB-3.
В ранните дни на Антракс Бело използва ESP Precision, вероятно от серията 400, която има горепосочените прагчета. Започва да използва Фендер Р горе-долу по времето на „Persistence of Time“, който ползва до излизането на собствения му модел.
Бело има също и собствен модел електрически джаз бас Squier. Той е с Precision/Jazz прагчета и рисунка на череп на тялото.
На баса на Бело за трибют албума на китариста на Pantera Даймбег Дерел има надпис „R.I.P. Dimebag“ („Почивай в мир Даймбег“).